# Diplazium parallelivenium
Diplazium parallelivenium är en majbräkenväxtart som beskrevs av Praptosuwiryo.
Diplazium parallelivenium ingår i släktet Diplazium och familjen Athyriaceae. Inga underarter finns listade i Catalogue of Life.